# Oberea bicoloricornis
Oberea bicoloricornis är en skalbaggsart som beskrevs av Maurice Pic 1915. Oberea bicoloricornis ingår i släktet Oberea och familjen långhorningar.
Artens utbredningsområde är Tibet. Inga underarter finns listade i Catalogue of Life.